# Muschelkalk

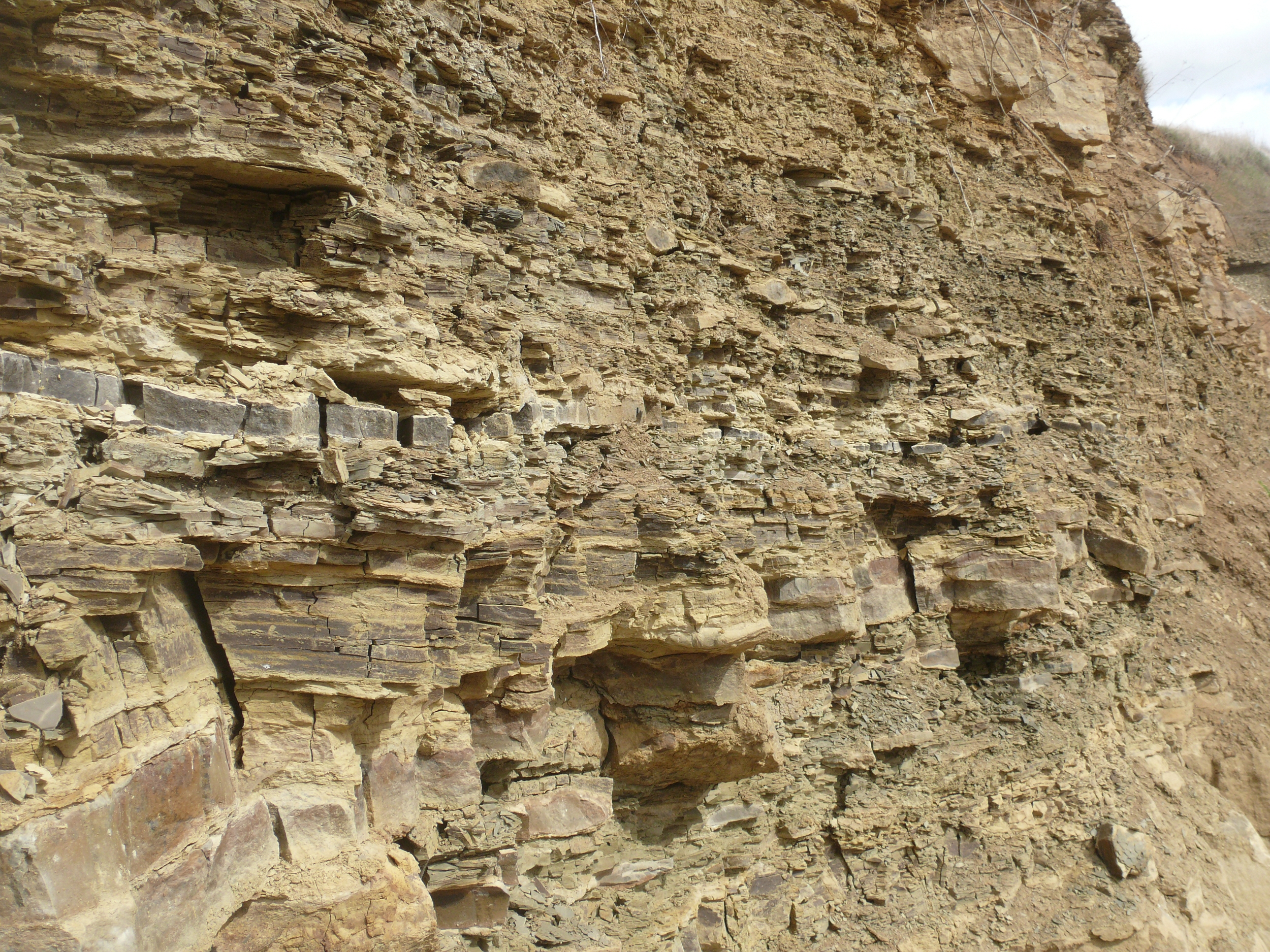
Carbonats de la fàcies Muschelkalk a Tauberland, Alemanya

La fàcies Muschelkalk són uns sediments de composició carbonàtica i d'edat triàsica, descrits per Friedrich August von Alberti l'any 1834 a la conca germànica, tot i que també es troben en moltes zones del continent europeu. Se situen per sota de la fàcies Keuper i per sobre de la Buntsandstein. Es dipositaren entre l'anisià (245 milions d'anys) i el principi del ladinià (239 Dt.) i al nord d'Alemanya pot arribar als a 500 metres.
Són sediments rics en contingut fòssil, i inclouen lagerstätten, en què s'han pogut estudiar organismes de «cos tou» com anèl·lids i platihelmints.